# Johann Sebastian Bach (Film)
Johann Sebastian Bach ist der Titel eines vierteiligen Fernsehfilms, der in den Jahren 1983 und 1984 in Kooperation des Fernsehens der DDR mit dem ungarischen Fernsehen entstand und das Leben des deutschen Komponisten Johann Sebastian Bach schildert. Er erschien anlässlich des 300. Geburtstages von Bach.

## Handlung

### Erster Teil: Die Herausforderung
Johann Sebastian Bach arbeitet als Organist und Kapellmeister für Herzog Wilhelm Ernst in Sachsen-Weimar. Diesem missfällt, dass Bach zusätzlich für seinen Neffen Ernst August I. musiziert. Derweil gibt es Unstimmigkeiten zwischen der Hofkapelle und dem am Hof weilenden, hochmütigen Komponisten Louis Marchand, der seinen früheren Arbeitsplatz Versailles nach zehn Jahren in Ungnade verlassen hat.
Nachdem Wilhelm Drese statt Bach neuer Hofkapellmeister wird, nimmt Bach das Angebot vom die Musik fördernden Fürst Leopold, Hofkapellmeister in Anhalt-Köthen zu werden, an. Zur gleichen Zeit veranstaltet Marchand einen musikalischen Wettstreit in Dresden; Bach reist ohne Genehmigung des Fürsten nach Dresden und wird Marchands einziger Konkurrent.
Herzog Wilhelm Ernst weigert sich, Bach nach Anhalt-Köthen gehen zu lassen. Währenddessen geht Bach in Dresden als Sieger hervor; Marchand war am Vortag des Wettstreits abgereist, nachdem er Bach am Cembalo problemlos quer durch alle Tonarten hat spielen hören. Nach seinem Erfolg in Dresden wird Bach in Weimar vom Herzog unter Arrest gestellt. Doch als Wilhelm Ernst durch sein Handeln auf Grund von Bachs in Dresden gewonnener Reputation seinen eigenen Ruf gefährdet, entlässt er Bach in Ungnade. So kann Bach mit Ehefrau Maria Barbara und den gemeinsamen Kindern nach Köthen abreisen.

### Zweiter Teil: Bist Du bei mir …
Bach begleitet Fürst Leopold nach Karlsbad. Dort wird er von Leopolds Vetter Christian Ludwig, dem Markgrafen von Brandenburg um die Komposition von sechs Konzerten, den späteren „Brandenburgischen Konzerten“, gebeten. Nach seiner Rückkehr nach Köthen erfährt der schockierte Bach vom Tod seiner Frau Maria Barbara; sie hinterlässt ihm vier Kinder.
Vor Trauer will Bach Köthen verlassen, doch scheitert seine Bewerbung an der Hamburger Sankt Jacobi-Kirche an der Forderung der Kirchenväter nach einer Geldzahlung durch Bach.
Zuhause widmet sich Bach der Komposition seines „Wohltemperierten Klaviers“ und dem Unterricht seines Sohnes Wilhelm Friedemann Bach; wenig später sind auch die „Brandenburgischen Konzerte“ vollendet.
Bei Proben zu seiner Kantate „Durchlauchtster Leopold“ zu Leopolds Geburtstag lernt Bach die Sängerin Anna Magdalena Wilcke kennen, die er wenig später heiratet. Auch Fürst Leopold heiratet, und zwar seine Kusine Friederike Henriette von Anhalt-Bernburg, die sich bald als musikfeindlich herausstellt. Fürst Leopold wendet sich von der Musik ab und dem Militär zu.
Da erfährt Bach, dass an der Schule der Leipziger Thomaskirche ein neuer Kantor gesucht wird. Trotz Anna Magdalenas Bedenken wegen der schlechteren Arbeitsbedingungen in Leipzig willigt Bach ein, u. a., um seinen Söhnen eine Universitätsausbildung in Leipzig zu ermöglichen.

### Dritter Teil: Stürme und Jahre
Schon bald ist Bach unzufrieden mit seiner Arbeitsstelle in Leipzig, einerseits durch das Arbeitspensum, andererseits, weil man ihm die Musik zu den Gottesdiensten vorschreiben will. Ferner hat er mit einem Mangel an Talent unter den im Thomanerchor singenden Thomas-Schülern zu kämpfen.
Da nimmt Bach das Angebot des Kaffeehausbesitzers Zimmermann an, das „Collegium musicum“ in dessen Kaffeehaus zu leiten. So findet Bach Gelegenheit, die Cembalokonzerte zu schreiben; zusätzlich plant er mit seinem Textdichter Christian Friedrich Henrici (Pseudonym: „Picander“) eine monumentale Passionsvertonung nach dem Matthäus-Evangelium, die spätere „Matthäus-Passion“.
Mit der „Matthäus-Passion“ stößt er auf das Unverständnis seiner Vorgesetzten, da ihm sein Arbeitsvertrag eine „opernhafte“ Ausgestaltung seiner Musik verbietet; zusätzlich werden ihm Nachlässigkeiten in seiner Tätigkeit als Lehrer an der Thomas-Schule vorgeworfen. Als sich der Konflikt zuspitzt, kürzt der Kirchenrat Bachs Bezüge.
Die Situation bessert sich für Bach erst, als sein Weimarer Freund Johann Matthias Gesner neuer Rektor der Thomas-Schule wird und Bach u. a. ermöglicht, sein „Weihnachtsoratorium“ aufzuführen. Wenig später wird Bach auch vom Erbprinzen von Kassel geehrt. Doch nach drei Jahren muss Gesner Leipzig wieder verlassen; Konrektor Johann August Ernesti wird sein Nachfolger. Doch auch zwischen Ernesti und Bach kommt es zu Spannungen über die Neubesetzung der Position des Chorpräfekten im Thomanerchor.
Bach fühlt seine Position gestärkt, als er von Graf Kayserling zum Hofkompositeur ernannt wird. Etwa zu dieser Zeit stellt Bach die Komposition von geistlichen Kantaten ein und konzentriert sich auf weltliche Werke wie die „Goldberg-Variationen“ sowie die „Bauern-Kantate“, die ein großer Erfolg wird.
Als Bach die „Johannes-Passion“ zur Wiederaufführung bringen will, wird ihm dies vom Rat untersagt, weil er den Text angeblich nicht hat genehmigen lassen.

### Vierter Teil: Die Ordnung der Sterne
Der inzwischen 62-jährige Bach sieht sich mit neuen musikalischen Stilrichtungen konfrontiert, denen seine Söhne Wilhelm Friedemann und Carl Philipp Emanuel folgen.
Bach wird vom Preußenkönig Friedrich II., Carl Philipp Emanuels Arbeitgeber, zur Audienz geladen und bekommt von ihm ein Thema zur Improvisation. Wieder in Leipzig zurückgekehrt, widmet sich Bach dem Thema des Königs und komponiert daraus das „Musikalische Opfer“.
Derweil lässt sich Bach von seiner Tochter Liesgen und deren Verlobten Johann Christoph Altnikol überreden, in die von Lorenz Christoph Mizler gegründete „Correspondierende Societät der musicalischen Wissenschaften“ einzutreten; auf diese Weise will er der Nachwelt seine Kompositionen erhalten. Elias Gottlob Haußmann, dem Maler seines für diese Zwecke angefertigten Porträts, erklärt Bach die Hintergründe seiner Kunst.
Während Bach plant, seine „Kunst der Fuge“ in Kupfer zu stechen, um sie veröffentlichen zu können, verringert sich seine Sehkraft. Bach vermittelt Altnikol eine bessere Stelle, der aus Geldmangel gezögert hatte, um Liesgens Hand anzuhalten; die beiden Verliebten können heiraten.
Indes hat Bach durch die Kupferfassung seiner „Kunst der Fuge“ keine Zeit mehr für seine anderen Aufgaben. Zwischenzeitlich macht er sich Sorgen, dass der Rat schon heimlich einen Nachfolger für ihn suchen könnte. Seinem Sohn Johann Christoph Friedrich vermittelt Bach eine Stellung bei Graf Wilhelm Friedrich Ernst zu Schaumburg-Lippe.
Als bei Bach Grauer Star diagnostiziert wird, wagt er eine Operation durch den englischen Augenspezialisten John Taylor. Trotz seines immer schlechter werdenden Gesundheitszustands nimmt Bach Johann Gottfried Müthel als Schüler an, sieht sich aber nur sehr begrenzt in der Lage, ihn unterrichten zu können. Währenddessen hegt Henrici die Hoffnung, mit Bach bald wieder an Kantaten arbeiten zu können.
Als Bach Besuch von seiner Tochter Liesgen erhält, bricht er zusammen und stirbt, zehn Tage später, am 28. Juli 1750. Seiner Familie hinterlässt er ein Vermögen von lediglich 1.122 Talern.

## Produktion
Ulrich Thein wurde nach seiner erfolgreichen Darstellung Martin Luthers in der gleichnamigen fünfteiligen Reihe (1983) erneut für die Darstellung der Hauptfigur verpflichtet. Thein, der Musik studiert hatte, übte mehrere Monate, damit er das Orgelspiel authentisch darstellen konnte.
Zwei Drittel der Musik wurden speziell für den Film neu eingespielt. Zu hören sind Matthias Eisenberg an der Orgel, das Neue Bachische Collegium Musicum zu Leipzig, der Universitätschor der Karl-Marx-Universität unter der Leitung von Max Pommer, das Berliner Sinfonie-Orchester unter der Leitung von Kurt Sanderling, sowie das Gewandhausorchester. Als Sopranistin wirkte Adelheid Vogel mit.
Gedreht wurde in der DDR, der ČSSR und in Ungarn. Zunächst war auch eine Co-Produktion mit Frankreich geplant, die allerdings letztlich nicht zu Stande kam. Für die Rolle der Anna Magdalena Bach war daher auch Isabelle Huppert im Gespräch. Später favorisierte Lothar Bellag Dagmar Manzel für die Rolle, die letztlich Franziska Troegner erhielt.

## DVD-Veröffentlichung
Der vierteilige Film wurde 2009 komplett in der Reihe Große Geschichten von Studio Hamburg auf zwei DVDs veröffentlicht.